# Joseba Zaldúa
Joseba Zaldúa Bengoetxea (San Sebastián, 24 giugno 1992) è un calciatore spagnolo, difensore del Cadice.

## Caratteristiche tecniche
È un terzino destro.

## Palmarès

### Club

#### Competizioni nazionali
- Coppa di Spagna: 1

Real Sociedad: 2019-2020